# Platypalpus ochraceus
Platypalpus ochraceus är en tvåvingeart som först beskrevs av Mario Bezzi 1892.  Platypalpus ochraceus ingår i släktet Platypalpus och familjen puckeldansflugor.
Artens utbredningsområde är Italien. Inga underarter finns listade i Catalogue of Life.